# Vachan Fomič Totomianc

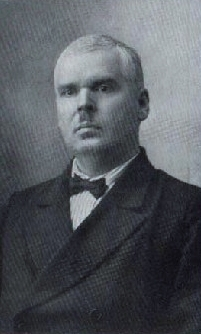
Vachan Fomič Totomianc 1922

Vachan Fomič Totomianc (russisch Вахан Фомич Тотомианц; * 3. Februar 1875 in Astrachan; † 3. Mai 1964 in Paris) war ein russischer Hochschullehrer, Publizist und Buchautor, Theoretiker und Propagandist der Genossenschaftsbewegung.

## Werdegang

### Ausbildung
Totomianc Vater war ein Armenier aus Tiflis, ein Lehrer gregorianischer Konfession, die Mutter eine deutsch-polnische Protestantin aus Riga. Er studierte bei Werner Sombart, Franz Staudinger und Ferdinand Tönnies. Großen Einfluss hatte auf ihn der Schweizer Genossenschaftspioniers Stephan Gschwind, in dessen Baseler Genossenschaftsgründungen er erste Erfahrungen mit den Konsum- und Produktivgenossenschaften gewann. 1896 setzte er sein Studium in Berlin bei den Kathedersozialisten Gustav Schmoller und Adolph Wagner (bei dem er eine Arbeit über die russischen Landgemeinden verfasst). Er wurde aber auch stark beeinflusst durch Franz Oppenheimer, den Philosophen der Siedlungsgenossenschaft. In Brüssel, wo er promovierte, lernte er das von ihm beschriebene belgische Genossenschaftswesen kennen. In Paris studierte er bei Charles Gide über die französischen Genossenschaften.

### Beruflicher Entwicklung
1899 nimmt er an dem SPD-Parteitag in Hannover teil, in dem die Marxisten mit ihrer genossenschaftsskeptischen Haltung das Wort führen. An der Seite von Adolph von Elm vertritt er die pragmatisch-reformerische Richtung in einer absoluten Minderheit. 1904 sieht man ihn als Mitkämpfer des Schweizers und späteren IGB-Direktors Hans Müller und der deutschen Genossenschaftsführer Adolph von Elm und Heinrich Kaufmann auf dem Internationalen Genossenschaftskongress in Budapest. In Italien lernt er den „Vater“ der italienischen Genossenschaftsbewegung, Luigi Luzzatti, kennen. Er schreibt sein erstes großes Buch Die Konsumgenossenschaften in Westeuropa. Die Strafe des Zaren für all diese Umtriebe: Verbannung für zwei Jahre nach Astrachan. Mit der ersten „kleinen“ Revolution von 1905 wurde Russland vorübergehend liberaler, und seine Bücher Die Formen der Arbeiterbewegung und Die Formen der Agrarbewegung konnten erscheinen. Er wurde ein allrussischer Genossenschaftspropagandist, der das ihm vertraute westeuropäische Modell als Muster lehrte. Er war einer der Initiatoren des ersten Allrussischen Kongresses aller Genossenschaftsarten im Jahr 1908 mit ihm als Hauptredner.
Auf dem Internationalen Genossenschaftskongress 1910 in Hamburg erlebte er seinen ersten großen Erfolg als Redner bei einem Kongress. Er verteidigte die politische Neutralität der Genossenschaften und betonte, dass frühe Genossenschaften oft von Angehörigen des Bürgertums gegründet worden seien. Totomianc behauptete, dass Genossenschaftswesen seinem ganzen Charakter nach dem Sozialismus oder Marxismus widerspricht, da der letztere sich auf den Staat stützt; im Gegenteil nähert sich das Genossenschaftswesen dem Anarchismus, der föderalistisch und antibürokratisch ist. An der Diskussion nahm er mit den Professoren Tönnies und Staudinger teil. Er hielt Vorlesungen an verschiedenen Hochschulen. 1911 war er Mitgründer, später Aufsichtsratsmitglied der russischen Zentralgenossenschaftsbank mit dem Namen Volksbank, die eine große Bedeutung erlangte. In Moskau und Kiew verteidigte er gleich zwei Dissertationen, aus denen sein Buch Theorie, Geschichte und Praxis der Konsumentenorganisation, entstand.
Der überzeugte Internationalist musste besonders stark unter dem Krieg leiden. Mitten im Krieg gründete er einen Verlag für genossenschaftliches Schrifttum und gab seine Monatsschrift Die Genossenschaftswelt heraus, in der er Artikel namhafter internationaler Genossenschafter veröffentlichte. Sein Augenleiden hatte ihn zur Zeit der russischen Revolutionen 1917 zur Heilung nach Rom gezwungen. Von dort aus wurde er 1918 als ordentlicher Professor u. a. für Genossenschaftswesen an die neugegründete Universität Tiflis berufen. Die Georgische Demokratische Republik war das weltweit erste sozialdemokratisch regierte Land der Welt und die 1918 eröffnete Universität Tiflis ein Leuchtturm der Demokratie. In den Tagen der bolschewistischen Okkupation hatte die Verfassungsgebende Versammlung eine der fortschrittlichsten Verfassungen Europas beschlossen. Die Rote Armee setzte 1921 diesem Traum ein brutales Ende. Auch zur Heilung seiner Augenkrankheit reiste Totomianc in die Schweiz. Ab 1923 hält er an Prager Hochschulen Vorlesungen auf Einladung russischer Emigranten und ab 1925 durch Sombarts Vermittlung an der Handelshochschule Berlin, einer Gründung der Industrie- und Handelskammer. Die 1930er Jahre waren für ihn Jahre der materiellen Not. Er konnte seine Vorlesungen nicht fortsetzen, hielt jedoch viele Vorträge in europäischen Ländern.
In Deutschland ist er bekannt geworden durch das von ihm herausgegebene Internationale Handwörterbuch des Genossenschaftswesens von 1928, durch Veröffentlichungen in der Konsumgenossenschaftlichen Rundschau u. a. über seinen sensationellen Besuch bei einem Heros der Weltliteratur, dem Grafen Leo Tolstoi in Jasnaja Poljana und seine Artikel über das russische Genossenschaftswesen im Internationalen Genossenschafts-Bulletin, dessen Kriegsjahrgänge 1914–1918 von London aus in deutscher Übersetzung ihren Weg nach Deutschland fanden und von der Heinrich-Kaufmann-Stiftung vor kurzem in vier Bänden als Zeitschrift über den Fronten neu herausgegeben wurden.
Er ist in Paris verstorben und auf dem Friedhof Cormeilles-en-Parisis im Département Val-d’Oise beigesetzt.
Der Hamburger Professor Reinhold Henzler (Genossenschaftswesen) hat ihm einen Nachruf geschrieben.

## Veröffentlichungen
- Die Konsumgenossenschaften in Westeuropa
- Die Formen der Arbeiterbewegung
- Die Formen der Agrarbewegung
- Theorie, Geschichte und Praxis der Konsumentenorganisation, 1914 Berlin
- Die Konsumvereine in Russland. Mit einem Geleitwort von R. Wilbrandt, Duncker & Humblot, 1922
- Anthologie des Genossenschaftswesens, 1. Januar 1922
- Die Grundlagen des Genossenschaftswesens, Jena 1923;
- Einführung in das Genossenschaftswesen, Halberstadt 1925 (zu dem Ernst Grünfeld in Halle ein Vorwort schrieb);
- Geschichte der Nationalökonomie und des Sozialismus, Jena 1925;
- Die Frau und das Genossenschaftswesen, Basel 1924
- Internationales Handwörterbuch des Genossenschaftswesens Hrsg.: Totomianc, Schloesser, Gide, Hall, Krebs, Verlag von Struppe & Winckler, Berlin, 1928
- Meine Begegnungen mit Genossenschaftern in verschiedenen europäischen Ländern seit Ende des 19. Jahrhunderts. In: Zeitschrift für das gesamte Genossenschaftswesen, Bd. 5, 1955, S. 95–101 und 352–358